# 대한민국의 집회
집회(集會, assembly)는 공동의 목적을 위해 일시적으로 모이는 일이다. 일반적으로 옥외집회를 일컫는다. 집회의 권리는 헌법 제 21조 표현의 자유를 통해 보장되며, 「집회 및 시위에 관한 법률」(이하 ‘집시법’이라 한다)이라는 구체적인 법률을 통하여 보장받고 있다. 대한민국의 현행 집시법에서는 야간 집회는 상시 허용, 야간 시위는 자정까지 허용된다. 야간시위가 허용되기 전, 어떤 조항에도 집회와 시위간의 뚜렷한 구분이 없어 경찰의 자의적 단속이 가능하다는 지적이 있었다.
옥외집회라 함은 천정이 없거나 사방이 폐쇄되지 않은 장소에서의 집회를 가리키는데, 옥외집회라 하더라도 확성기의 설치 등으로 주변에서의 실외참가를 유발하는 집회는 옥외집회로 간주하고 있다.

헌법 제21조
1. 모든 국민은 언론·출판의 자유와 집회·결사의 자유를 가진다.
2. 언론·출판에 대한 허가나 검열과 집회·결사에 대한 허가는 인정되지 아니한다.
3. 통신·방송의 시설기준과 신문의 기능을 보장하기 위하여 필요한 사항은 법률로 정한다.
4. 언론·출판은 타인의 명예나 권리 또는 공중도덕이나 사회윤리를 침해하여서는 아니된다. 언론·출판이 타인의 명예나 권리를 침해한 때에는 피해자는 이에 대한 피해의 배상을 청구할 수 있다.

## 집회의 기능
집단적인 의사표현의 보장은 민주국가에서 국민이 직접 국정에 참여하는 기회를 제공한다. 정치적으로 소외된 사람들이나 집회 외에는 자신의 목소리를 내기 어려운 소수자에게는 참여의 기회를 보장함으로써 정치적 안정에 기여하는 기능을 한다. 결국 집회의 자유는 우리 사회가 구성원들의 다양한 의견을 받아들이고 이를 정책결정에 적극적으로 반영하는 ‘열린 사회’로 나아가는 데에 적극적인 역할을 담당한다.

## 집회의 사전제한
표현의 자유를 최대한 보장하기 위하여 헌법 제21조 제2항에 의해 집회의 사전허가제를 금지하고 사전신고제를 하고 있다. 그러나 집회나 시위가 미치는 사회경제적 혼란을 예방하고 공물의 안전관리를 기하기 위하여 집회에 대한 사전신고제가 인정된다.

## 집회의 철회
집시법은 1962년 12월 제정되었다가 여러 차례의 개정을 거쳤고, 2016년에도 다시 개정이 되었다. 최근 개정을 통하여 집회는 할 때뿐만 아니라, 하지 않을 시 에도 철회신고서 제출하도록 규정하고 있다. 현행법에서는 옥외집회 또는 시위의 시간과 장소가 중복되는 2개 이상의 신고가 있는 경우 그 목적으로 보아 서로 상반되거나 방해가 된다고 인정되면 뒤에 접수된 집회 또는 시위에 대하여 금지를 통고할 수 있도록 하고 있는데, 이러한 규정을 악용하여 실제로는 집회 또는 시위를 할 의도가 없으면서도 다른 사람의 집회 또는 시위를 방해할 목적으로 신고만 하고 실제로는 집회 또는 시위를 개최하지 않는 사례가 빈번하게 발생하고 있어 이러한 허위 집회신고 남발을 막고 나중에 접수된 집회 또는 시위의 개최를 보장할 필요가 있다. 이를 위하여 집회 및 시위를 하지 아니하게 될 경우 집회일시 24시간 전에 철회신고서를 제출하도록 하고, 정당한 사유 없이 철회신고서를 제출하지 아니한 경우 과태료를 부과하는 조항을 신설하였다.

## 집회 신고 방법
집시법 제 6조 제 1항에 의하여 옥외집회를 주최하고자 하는 자가 집회를 시작하기 720시간 전부터 48시간 전에 목적, 일시, 장소, 주최자, 연락책임자, 질서유지인에 관한 사항, 참가 예정단체와 인원을 기재한 신고서를 관할 경찰서장에게 제출하여야 한다.

## 야간집회
집시법 제10조에서는 누구든지 해가 뜨기 전이나 해가 진 후에는 옥외집회 또는 시위를 하여서는 아니 된다고 규정하고 있다. 다만, 집회의 성격상 부득이하여 주최자가 질서유지인을 두고 미리 신고한 경우에는 관할경찰관서장은 질서 유지를 위한 조건을 붙여 해가 뜨기 전이나 해가 진 후에도 옥외집회를 허용할 수 있다고 규정하고 있다. 그러나 제10조 중 야간옥외금지집회에 대하여 헌법재판소는 '일몰 후∼일출 전'이란 집시법 10조의 '야간' 개념이 너무 광범위하고, 일출·일몰 시각은 연중 계속 달라지므로 해가 진 이후 옥외집회를 모두 제한하는 것은 헌법과 어긋난다고 판단했다. 이에 따라 집시법 10조 중 옥외집회 부분은 2009년 9월 헌법불합치 결정을 받았다. 헌재는 2010년 6월 말까지 대체입법을 주문했다. 그러나 법 개정이 이뤄지지 않아 이 부분은 효력을 잃었고, 이후 야간 옥외집회는 전면적으로 허용되고 있다.

### 판례
```
2008년 정부의 미국산 쇠고기 수입 반대를 위한 촛불집회 당시 신청인들은 야간 집회를 했다는 이유로 기소돼 재판을 받았다. 당시의 집시법은 해가 떠 있는 동안에만 집회를 허용하였다. 야간 시위를 허용하느냐의 문제는 허가에 관한 논란을 불러일으켰고, 기본권의 침해가 아닌지의 문제로까지 확대되었다. 이에 따라 2008년 촛불 시위를 제재하는 과정에서 근거가 된 집시법 제10조 등이 집회의 자유를 침해하는지 여부를 판단하는 위헌 법률 심판이 제기되었다.
헌법재판소는 2009년 9월 24일, 집시법 제10조 본문은 야간옥외집회를 일반적으로 금지하고, 그 단서는 행정권인 관할경찰서장이 집회의 성격 등을 포함하여 야간옥외집회의 허용 여부를 사전에 심사 하여 결정한다는 것이므로, 결국 야간옥외집회에 관한 일반적 금지를 규정한 집시법 제10조 본문과 관할 경찰서장에 의한 예외적 허용을 규정 한 단서는 그 전체로서 야간옥외집회에 대한 허가를 규정한 것이라고 보지 않을 수 없고, 이는 헌법 제21조 제2항 에 정면으로 위반된다. 따라 서 집시법 제10조 중 “옥외집회” 부분은 헌법 제21조 제2항 에 의하여 금지되는 허가제를 규정한 것으로서 헌법에 위반되고, 이에 위반한 경우에 적용되는 처벌조항인 집시법 제23조 제1호 중 “ 제10조 본문의 옥외집회” 부분도 헌법에 위반된다고 하면서 헌법불합치 결정을 내렸다. 이러한 결정에 따라 기소되었던 제청신청인도 무죄 판결을 받았다.
[
2
]
```

## 대한민국의 집회 사례
(1)2002년 6월 13일 경기도 양주시 광적면(廣積面)의 지방도로에서 길을 가던 중학생 신효순·심미선이 주한미군의 장갑차량에 깔려 그 자리에서 사망하여 두 여학생을 추모하자는 뜻으로 같은 해 11월 처음으로 서울의 경복궁 광화문 앞에서 대규모 촛불집회가 열렸다.
(2)최근 박근혜 정권 퇴진 비상국민행동(퇴진국민행동)은 서울지방경찰청장에게 11월 26일(토) 질서유지인 300명을 두고 광화문 일대 총 13개 코스의 행진과 4개 지점에서의 집회를 개최한다는 집회ㆍ시위 신고를 22일에 하여, 26일에 광화문 일대에 150만 명이 모여 촛불집회를 열었다. 이날 처음으로 청와대 앞 200~400m까지 구간 행진을 허용하였다.